# Губернатор Костромской области
Губерна́тор Костромско́й о́бласти — высшее должностное лицо Костромской области. Возглавляет администрацию Костромской области — высший исполнительный орган государственной власти области.

## История

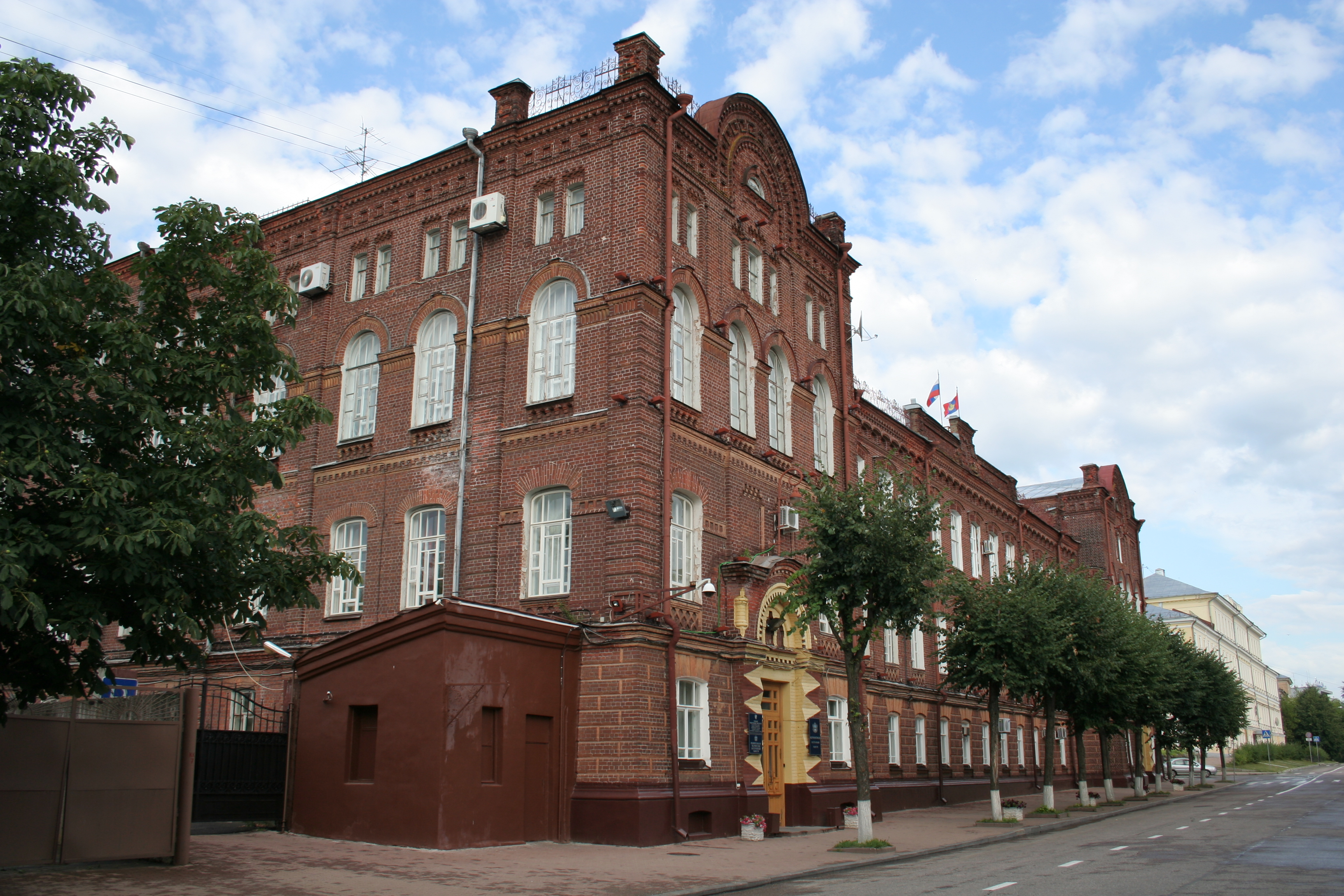
Резиденция губернатора — здание областной администрации в Костроме.

С момента образования в 1944 году Костромской области и до весны 1990 года ведущую роль в её руководстве занимал Костромский областной комитет ВКП(б)-КПСС. С 1986 по август 1991 года первым секретарём Костромского обкома КПСС был Владимир Торопов. В 1990 году произошло резкое снижение влияния однопартийной системы в связи с отменой 14 марта 1990 года шестой статьи советской конституции, которая определяла «руководящую и направляющую роль» КПСС. Российские регионы фактически начали развиваться по модели «парламентской республики». Как результат, первым лицом в регионе стал председатель регионального совета. Большинство руководителей региональных партийных комитетов стремились избраться на пост председателя регионального совета и совмещать обе должности. Так произошло и в Костромской области — после областных выборов в марте 1990 года Торопов стал одновременно и председателем облсовета. А в апреле на выборах председателя облисполкома занимавший этот пост Альвин Ерёмин проиграл секретарю обкома КПСС Валерия Арбузова.
19-21 августа 1991 года во время августовского путча облисполком высказался в поддержку законно избранных российских властей. Валерий Арбузов вышел из КПСС и в сентябре был избран председателем облсовета. При этом он одновременно остался и председателем облисполкома.
На начальном этапе постсоветской истории предполагалось, что выборность региональных руководителей будет вводиться во всех регионах. В августе 1991 года президент России Борис Ельцин обещал скорейшее проведение выборов. На переходный период, однако, был создан новый институт — назначаемого президентом главы региональной администрации (под администрацией понимается орган региональной исполнительной власти). 14 декабря 1991 года главой администрации Костромской области указом президента был назначен Валерий Арбузов (он был единственным кандидатом, предложенным облсоветом).
Летом 1996 года президент Борис Ельцин разрешил властям Костромской области провести выборы главы администрации в декабре. Основным соперником Арбузова стал чиновник из администрации Костромы Виктор Шершунов, поддержанный мэром Костромы Борисом Коробовым и КПРФ. Он набрал большинство голосов (41,72 %) уже в первом туре 8 декабря, а 22 декабря во втором туре выиграл выборы.
В 2003 году Костромская областная Дума дважды рассматривала вопрос о принятии поправки в Устав области, позволяющей губернатору выставить свою кандидатуру на третий срок. Поправка не прошла.

## Избрание и вступление в должность
Губернатор избирается жителями Костромской области на основе всеобщего равного и прямого избирательного права при тайном голосовании. Порядок избрания устанавливается федеральным законом и Уставом Костромской области.
Выборы проводились в 1996, 2000 годах. В 1991 году губернатор Костромской области был прямо назначен президентом России, а в 2005, 2007 и 2012 годах — выбран президентом России и утверждён в должности областной думой. Вновь прямые выборы губернатора должны состояться в единый день голосования 13 сентября 2015 года.

## Список губернаторов
- Валерий Арбузов (14 декабря 1991 — январь 1997)
- Виктор Шершунов (январь 1997 — 20 сентября 2007)
- Юрий Цикунов (и. о., 20 сентября — 25 октября 2007)
- Игорь Слюняев (25 октября 2007 — 13 апреля 2012)
- Сергей Ситников (с 13 апреля 2012 — наст. время)